# Corner-Kliffs
Die Corner-Kliffs sind Felsenkliffs mit zwei 2,5 km auseinanderliegenden, abgeflachten Gipfeln auf der westantarktischen Alexander-I.-Insel. Sie ragen unmittelbar südlich des Saturn-Gletschers im südöstlichen Teil der Insel auf. Nordwestlich liegt der ständig von einer fast 4 m dicken Eisschicht bedeckte Hodgson-See.
Die beiden felsigen Gebirgskämme, welche die nordwestliche Schulter dieser Formation bilden, sichtete und fotografierte erstmals der US-amerikanische Polarforscher Lincoln Ellsworth bei seinem Antarktisflug am 23. November 1935. Die Luftaufnahmen dienten dem US-amerikanischen Kartografen W. L. G. Joerg für eine Kartierung. Der Falkland Islands Dependencies Survey nahm im Jahr 1949 Vermessungen der Kliffs vor. Das UK Antarctic Place-Names Committee benannte sie am 31. März 1955 so, weil sie eine Landmarke darstellen, in denen die Felsformationen von einer nordsüdlichen Ausrichtung nach Südwesten abknicken.